# Хидакагава
Хидакагава (яп. 日高川町 Хидакагава-тё:) — посёлок в Японии, находящийся в уезде Хидака префектуры Вакаяма. Площадь посёлка составляет 331,65 км², население — 9946 человек (1 августа 2014), плотность населения — 29,99 чел./км².

## Географическое положение
Посёлок расположен на острове Хонсю в префектуре Вакаяма региона Кинки. С ним граничат города Гобо, Танабэ и посёлки Хидака, Инами, Хирогава, Аридагава.

## Население
Население посёлка составляет 9946 человек (1 августа 2014), а плотность — 29,99 чел./км². Изменение численности населения с 1980 по 2005 годы:
| 1980 | 12 274 чел. |  |
| 1985 | 12 006 чел. |  |
| 1990 | 11 746 чел. |  |
| 1995 | 11 556 чел. |  |
| 2000 | 11 607 чел. |  |
| 2005 | 11 305 чел. |  |